# District Troenovski
District Troenovski (Russisch: Труно́вский райо́н) is een district in het noordwesten van de Russische kraj Stavropol. Het district heeft een oppervlakte van 1.686 vierkante kilometer en een inwonertal van 34.558 in 2010. Het administratieve centrum bevindt zich in Donskoje.
Bestuurlijk centrum: Stavropol

Steden: Blagodarny · Boedjonnovsk · Georgiejevsk · Ipatovo · Izobilny · Jessentoeki · Kislovodsk · Lermontov · Michajlovsk · Mineralnye Vody · Neftekoemsk · Nevinnomyssk · Novoaleksandrovsk · Novopavlovsk · Pjatigorsk · Svetlograd · Zelenokoemsk · Zjeleznovodsk

Districten: Aleksandrovski · Andropovski · Apanasenkovski · Arzgirski · Blagodarnenski · Boedjonnovski · Georgiejevski · Gratsjovski · Ipatovski · Izobilnenski · Kirovski · Koerski · Kotsjoebejevski · Krasnogvardejski · Levokoemski · Mineralovodski · Neftekoemski · Novoaleksandrovski · Novoselitski · Petrovski · Predgorni · Sjpakovski · Sovetski · Stepnovski · Toerkmenski · Troenovski